# Bad Times
Pour plus de détails, voir Fiche technique et Distribution.
Bad Times ou Coups durs au Québec (Harsh Times) est un film policier américain écrit et réalisé par David Ayer et sorti en 2005
Il est présenté au festival international du film de Toronto 2005, avant de connaitre une sortie en salles le 10 novembre 2006 aux États-Unis et le 10 janvier 2007 en France.

## Synopsis
Jim Davis est ancien militaire du 75e régiment de rangers engagé dans la guerre contre le terrorisme. Traumatisé par son expérience, il souffre aujourd'hui de trouble de stress post-traumatique. De plus, il attend avec impatience de savoir s'il est accepté au sein du Los Angeles Police Department. L'attente se fait longue et sa vie désespérante. Seule une personne l'aide : son ami Mike, également chômeur. Après plusieurs refus, Jim est enfin sur une shortlist pour intégrer le département de la Sécurité intérieure. Mais ses virées avec Mike dans les bas quartiers deviennent de plus en plus violentes et dramatiques et mettent en danger sa carrière potentielle dans les forces de l'ordre.

## Fiche technique
Sauf indication contraire, les informations mentionnées dans cette section peuvent être confirmées par la base de données cinématographiques IMDb,  présente dans la section « Liens externes ».
- Titre original : Harsh Times
- Titre français : Bad Times
- Titre québécois : Coups durs
- Réalisation et scénario : David Ayer
- Photographie : Steve Mason
- Montage : Conrad Buff IV
- Musique : Graeme Revell
- Chef décoratrice : Devorah Herbert
- Décors plateau : Ann Cummings
- Costumes : Michele Michel
- Production : David Ayer et Andrea Sperling

Coproducteur : Jesse Felsot
Producteurs associés : Paul Anthony Barreras, Mike Crawford et Ro Gorski
Producteur délégué : Christian Bale
- Sociétés de production : Crave Films et Harsh Times LLC
- Distribution : Metro-Goldwyn-Mayer (États-Unis), SND (France), Alliance Atlantis (Canada)
- Format : Couleur (DeLuxe) – 1,85:1 – Super 16 / 35 mm — son : Dolby SRD
- Langues originales : anglais, espagnol et coréen
- Pays d'origine :  États-Unis
- Budet : 2 millions de dollars
- Genre : drame, policier
- Durée : 117 minutes
- Dates de sortie[2] : 
  - Canada : 11 septembre 2005 (festival international du film de Toronto)
  - États-Unis : 10 novembre 2006
  - France : 10 janvier 2007
- Classification[3] :
  - États-Unis : R - Restricted
  - France : interdit aux moins de 12 ans

## Distribution
- Christian Bale (VF : Boris Rehlinger) : Jim Davis
- Freddy Rodríguez (VF : Emmanuel Garijo) : Mike Alvarez
- Eva Longoria (VF : Odile Schmitt) : Sylvia
- J. K. Simmons (VF : Pierre Dourlens) : l'agent Richards
- Tammy Trull (en) : Marta
- Adriana Millan : Rita
- Terry Crews (VF : Thierry Desroses) : Darrel
- Robert Dahey : l'employé de la boutique
- Chaka Forman (VF : Christophe Lemoine) : Toussaint
- Noel Gugliemi : Flaco
- Curtis A. Koller : l'agent du FBI infiltré
- Iris Lozada : Gracie Sonia
- Armando Cantina : le petit vieillard
- Lora Chio : la vendeuse
- Kenneth Choi : Fujimoto
- Paul Renteria : le ranchero
- Samantha Esteban (nl) (VF : Véronique Desmadryl) : Letty
- Tania Verafield : Patty
- Geo Corvera : Wilo
- Cesar Garcia : Listo
- Emilio Rivera : Eddy

 Source et légende :  : Version Française (VF)  sur RS Doublage, VoxoFilm et AlloDoublage

## Production

### Genèse et développement
David Ayer explique avoir écrit le script en 1996, après avoir achevé celui de Training Day (qui sera porté à l'écran en 2001 par Antoine Fuqua). Bad Times est semi-autobiographique. Comme le personnage de Jim, David Ayer grandit dans le quartier de South Central et a été dans l'armée. À son retour, David Ayer a commis quelques larcins et passaient son temps à traîner avec ses amis. Contrairement à la plupart d'entre eux, David Ayer est finalement parvenu à se reprendre en main et s'est lancé dans l'écriture de scénarios. Le personnage de Jim s'inspire également de certains de ses amis.
David Ayer avait présenté son travail au Screenwriters Lab Script du Sundance Institute. Le script est apprécié par de nombreux membres ce qui l'encourage à lancer la production du film.
David Ayer avait rencontré Christian Bale lors du casting de Training Day. Le rôle était finalement revenu à Ethan Hawke. Mais David Ayer avait été marqué par l'intensité de l'acteur et lui avait transmis le script de Bad Times en lui promettant que si le film se faisait un jour, l'acteur aurait le rôle de Jim. Le projet mettra quelques années à se concrétiser. David Ayer souhaite faire un film indépendant, sans studio, et prend notamment une hypothèque sur sa maison pour financer le film.
Peu avant le tournage, Christian Bale passe plusieurs semaines avec des membres de gangs, des policiers, des anciens soldats et des agents du département de la Sécurité intérieure. L'acteur voulait même suivre la formation de 8 semaines à la Ranger School mais cela ne coïncidait pas avec le planning de tournage.

### Tournage
Le tournage a lieu au Mexique (près d'Ensenada, Tecate) puis à Los Angeles (Watts, Echo Park et Lincoln Heights) et ses environs (Florence-Graham, Castaic Lake, Santa Clarita, Palmdale),. L'équipe du film choisit méticuleusement des décors réels — immeubles, rues et maisons — pour créer un style visuel cohérent à l'ambiance du film. De plus, le film est tourné en Super 16 pour lui donner un rendu très âpre et rude. Le directeur de la photographie Steve Mason a utilisé des éclairages particuliers : « Nous tournions dans les quartiers les moins éclairés du centre-ville et travaillions en petite équipe, avec un minimum de matériel électrique. Il fallait escalader les pylônes de téléphone et y fixer des lampes au mercure ou au sodium pour éclairer les rues. Cela donne des textures de peau fantastiques, avec des reflets verts et orangés. » Le tournage ne dure que 24 jours.

## Accueil

### Critique
Le film reçoit des critiques mitigées. Sur l'agrégateur américain Rotten Tomatoes, il récolte 48% d'opinions favorables pour 99 critiques et une note moyenne de 5,5⁄10. Le consensus du site est « Malgré une performance dévouée de Christian Bale, Bad Times souffre d'une intrigue lourde et trop sombre ». Sur Metacritic, il obtient une note moyenne de 56⁄100 pour 24 critiques.
En France, le film obtient une note moyenne de 3⁄5 sur le site AlloCiné, qui recense 21 titres de presse.

### Box-office
Le film ne récolte qu'un peu plus de 5 millions de dollars au box-office mondial, pour un budget de 2 millions de dollars.
| Pays ou région    | Box-office     | Date d'arrêt du box-office | Nombre de semaines |
| ----------------- | -------------- | -------------------------- | ------------------ |
| États-Unis Canada | 3 337 931 $    | 14 décembre 2006           | 5                  |
| France            | 81 007 entrées |                            | -                  |
| Total mondial     | 5 967 038 $    | -                          | -                  |

## Distinctions
Aux Dublin Film Critics' Circle Awards 2006, Christian Bale est nommé comme meilleur acteur. Le film est nommé aux Prism Awards 2007.

## Commentaires
Le film a des liens avec d'autres films sur lesquels a travaillé David Ayer (comme scénariste et/ou réalisateur) : Training Day (2001) d'Antoine Fuqua et The Tax Collector (2020). Le personnage de Bone (incarné par Cle Shaheed Sloan) apparait également dans The Tax Collector. Le personnage de Letty, incarné par Samantha Esteban, est également présent dans Training Day. Le gang latino des Hillside Trece apparait dans The Tax Collector. Dans Training Day, Alonzo Harris deale avec ce gang, également mentionné dans Bad Times.

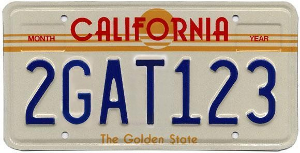
L'une des versions de la plaque d'immatriculation 2GAT123 visible dans de nombreux films

On peut voir dans le film la plaque d'immatriculation 2GAT123 (en), présentes dans de nombreux autres films comme Le Flic de Beverly Hills 2 (1987), Traffic (2000), Un monde meilleur (2000), Mulholland Drive (2001), Sexy/Crazy (2001), L.A. Story (1991) ou encore SWAT : Unité d'élite (2003, coécrit par David Ayer).
Noel Gugliemi, qui joue ici Flaco, porte ici une veste avec le prénom Hector. Dans Fast and Furious (2001), l'acteur jouait un personnage nommé Hector.
Le nom de famille de Mike est Alonzo. Dans Training Day (2001), autre film écrit par David Ayer, le personnage principal se nomme Alonzo Harris.